# エイリアン2 オリジナル・サウンドトラック
| 専門評論家によるレビュー | 専門評論家によるレビュー |
| レビュー・スコア         | レビュー・スコア         |
| 出典                     | 評価                     |
| ------------------------ | ------------------------ |
| オールミュージック       | [ 1 ]                    |
| Filmtracks               | (オリジナル)             |
| Filmtracks               | (デラックス)             |
| MovieMusicUK             | (デラックス)             |

『エイリアン2 オリジナル・サウンドトラック』（Aliens: Original Motion Picture Soundtrack）は、1986年のジェームズ・キャメロン監督映画『エイリアン2』のサウンドトラック・アルバムである。スコアはジェームズ・ホーナーが作曲・指揮し、ロンドン交響楽団が演奏し、1986年4月15日から26日にかけてロンドンのアビー・ロード・スタジオで収録された。
これはキャメロンとホーナーの3度の共作のうちの最初の1本であったが、この2人は1980年代初頭にロジャー・コーマンのニュー・ワールド・スタジオでキャリアをスタートさせた頃からの知り合いであった。

## 論争
『エイリアン2』の製作はポストプロダクション段階で遅延しており、ホーナーには映画の音楽を作曲するための期間が当初約束されていた6週間ではなく、3週間しか猶予がなかった。プロデューサーたちはホーナーにそれ以上の時間を割くことを望まず、彼はその後すぐに『薔薇の名前』（1986年）のスコアの作曲に取りかかることになっていた。『エイリアン2』はホーナーとキャメロンの初めての共作であったが、ホーナーはこれを「悪夢」と呼んでいた。
ホーナーのスケジュールは過密であり、リプリーとクイーンのクライマックスの戦いの曲は一夜にして書き上げられた。オーケストラによる録音中に初めて曲を聴いたキャメロンはそれを気に入らなかったが、変更するには手遅れであった。ブラッド・フィーデルが『ターミネーター』で手がけたシンセ風の曲は、フィードバックに基づいて迅速に変更を加えることが出来たが、キャメロンにはオーケストラ音楽のマネジメント経験がなかった。キャメロンはスコアを分割し、最も適していると思われる箇所のみを使用し、さらにジェリー・ゴールドスミスによる『エイリアン』のスコアの一部を挿入し、さらに足りない部分を別の作曲家に依頼した。キャメロンは後のインタビューで、音楽そのものは良かったが、撮影した場面には合致していなかったと振り返っている。 
ホーナーによる「エイリアン・スティング」の音響は、当初はキャメロンが気に入らなかったために繭に包まれた女性の場面でのみ使用されたが、最終的には映画全編で用いられた。ホーナーの『エイリアン2』の未使用曲は『ダイ・ハード』（1988年）で再利用された。
時間がないにもかかわらず、キャメロンとプロデューサーのゲイル・アン・ハードは頻繁に曲の変更を要求し、さらに映画本編の編集も土壇場で手を加えたためにホーナーは作り直しを余儀なくされた。時間不足と度重なる変更が重なったことでホーナーとキャメロンは不和に陥り、10年以上後の『タイタニック』まで再び共作することはなかった。このような混乱に陥ったものの、ホーナーはこの映画で第59回アカデミー賞作曲賞にノミネートされた。サウンドトラック・アルバムは映画公開の翌年の1987年に発売された。

## 作風
このスコアは、ホーナーの最も複雑で現代的な作曲手法を特徴としており、不協和音、偶然性音楽、拡張されたオーケストラ技法とサウンドデザインが多用されている。ホーナーはまた、別々に録音されたオーケストラ・パートに「エコー」を生み出すためにテープ・ディレイを用いている。これはジェリー・ゴールドスミスが第1作『エイリアン』のスコアで用いた手法である。
また、スタンリー・キューブリック監督の『2001年宇宙の旅』（1968年）でも使用された、アラム・ハチャトゥリアンのバレエ組曲『ガイーヌ』の「ガイーヌのアダージョ」からの音楽的引用も含まれている。

## トラック・リスト

### オリジナル
| #  | タイトル                                           | 作詞 | 作曲・編曲 | 時間 |
| -- | -------------------------------------------------- | ---- | ---------- | ---- |
| 1. | 「メイン・タイトル」(Main Title)                   |      |            | 5:10 |
| 2. | 「ニュートを追いかけて」(Going After Newt)         |      |            | 3:08 |
| 3. | 「サブ・レベル3」(Sub-Level 3)                     |      |            | 6:11 |
| 4. | 「リプリーの救出」(Ripley's Rescue)                |      |            | 3:13 |
| 5. | 「ステーションの情況は」(Atmosphere Station)       |      |            | 3:05 |
| 6. | 「無駄な逃亡」(Futile Escape)                      |      |            | 8:13 |
| 7. | 「ダーク・ディスカバリー」(Dark Discovery)         |      |            | 2:00 |
| 8. | 「ビショップの秒読み」(Bishop's Countdown)         |      |            | 2:47 |
| 9. | 「解決 そして超越空間」(Resolution and Hyperspace) |      |            | 6:10 |

### デラックス・エディション
| #   | タイトル                                                        | 作詞 | 作曲・編曲 | 時間 |
| --- | --------------------------------------------------------------- | ---- | ---------- | ---- |
| 1.  | 「メイン・タイトル」(Main Title)                                |      |            | 5:13 |
| 2.  | 「悪夢」(Bad Dreams)                                            |      |            | 1:22 |
| 3.  | 「エイリアンの卵/ニュートの恐怖」(Dark Discovery/Newt's Horror) |      |            | 2:07 |
| 4.  | 「LV426 惑星」(LV-426)                                          |      |            | 2:03 |
| 5.  | 「実践降下」(Combat Drop)                                       |      |            | 3:29 |
| 6.  | 「居住区域を旋回」(The Complex)                                 |      |            | 1:34 |
| 7.  | 「ステーションの状況は」(Atmosphere Station)                    |      |            | 3:11 |
| 8.  | 「医務室の状況」(Med.Lab.)                                      |      |            | 2:04 |
| 9.  | 「ニュート」(Newt)                                              |      |            | 1:14 |
| 10. | 「サブ・レベル 3」(Sub-Level 3)                                 |      |            | 1:14 |
| 11. | 「リプリーの救出」(Ripley's Rescue)                             |      |            | 3:19 |
| 12. | 「フェイスハガー」(FaceHuggers)                                 |      |            | 4:24 |
| 13. | 「無駄な逃亡」(Futile Escape)                                   |      |            | 8:29 |
| 14. | 「ニュートの落下」(Newt is Taken)                               |      |            | 2:04 |
| 15. | 「ニュートを追って」(Going After Newt)                          |      |            | 3:18 |
| 16. | 「クイーン」(The Queen)                                         |      |            | 3:18 |
| 17. | 「ビショップのカウントダウン」(Bishop's Countdown)              |      |            | 2:50 |
| 18. | 「クイーンがビショップに」(Queen To Bishop)                     |      |            | 2:31 |
| 19. | 「解決 そして超越空間」(Resolution and Hyperspace)              |      |            | 6:27 |

| #   | タイトル                                                                                                  | 作詞 | 作曲・編曲 | 時間 |
| --- | --- | ---- | ---------- | ---- |
| 20. | 「悪夢 (オルタネイト)」(Bad Dreams (alternate))                                                           |      |            | 1:23 |
| 21. | 「リプリーの救出 (パーカッション・オンリー)」(Ripley's Rescue (percussion only))                          |      |            | 3:20 |
| 22. | 「LV426 惑星 (オルタネイト・エディット・フィルム・ヴァージョン)」(LV-426 (alternate edit - film version)) |      |            | 1:13 |
| 23. | 「実践降下 (パーカッション・オンリー)」(Combat Drop (percussion only))                                    |      |            | 3:24 |
| 24. | 「超越空間 (オルタネイト・エンディング)」(Hyperspace (alternate ending))                                  |      |            | 2:08 |

## クレジット
- 編集 [音楽] - マイケル・クリフォード (2)、ロビン・クラーク (3)
- エグゼクティブ・プロデューサー – リチャード・クラフト、トム・ヌル
- ミキシング [音楽スコアリングミキサー] – エリック・トムリンソン（英語版）
- オーケストラ – ロンドン交響楽団
- 編曲 - グレイグ・マクリッチー
- プロデューサー、指揮者、作曲 - ジェームズ・ホーナー

## 他の映画や予告編での使用
『エイリアン2』の曲は他のメディア作品でも広く使用されており、特に「ビショップのカウントダウン」を使った予告編は、『ミザリー』（1990年）、『エイリアン3』（1992年）、『タイムコップ』（1994年）、『フロム・ダスク・ティル・ドーン』（1996年）、『ブロークン・アロー』（1996年）、『ダンテズ・ピーク』（1997年）、『U.M.A レイク・プラシッド』（1999年）、『マイノリティ・リポート』（2002年）、『銀河ヒッチハイク・ガイド』（2005年）など24本におよぶと報じられている。
「解決 そして超越空間」の最初の90秒間は後に『ダイ・ハード』（1988年）のエンディングで使用された。